# Marcin Białobłocki
Marcin Białobłocki (* 2. September 1983 in Sokółka) ist ein polnischer Straßenradrennfahrer und Pilot im Paracycling.

## Sportliche Karriere
Marcin Białobłocki gewann 2008 eine Etappe beim Totnes-Vire Stage Race und wurde dort Zweiter der Gesamtwertung. Im nächsten Jahr war er bei der Gesamtwertung der Girvan Three Days erfolgreich und er gewann erneut eine Etappe beim Totnes-Vire Stage Race. 2015 wurde er polnischer Meister im Einzelzeitfahren. Wenige Monate später gewann er für die polnische Nationalmannschaft startend bei der Polen-Rundfahrt das abschließende Einzelzeitfahren.
Obwohl seit 2017 ohne Vertrag, bestreitet Białobłocki, der ein Großbritannien lebt, weiterhin Straßenrennen; so belegte er bei den UEC-Straßen-Europameisterschaften 2019 im Einzelzeitfahren Rang elf. Zudem stellte er britische Zeitfahr-Rekorde über 10, 25, 50 und 100 Meilen auf.
Seit Beginn der 2020er Jahre ist Białobłocki als Pilot im Behindertenradsport aktiv; er fährt im Tandem gemeinsam mit dem sehbehinderten Sportler Piotr Kołodziejczuk. Bei den Paracycling-Straßeneuropameisterschaften 2021 wurde das Duo im Straßenrennen Dritte und bei den Paracycling-Straßeneuropameisterschaften 2022 Dritte im Zeitfahren.

## Erfolge

### Straße
2011
- eine Etappe An Post Rás

2012
- eine Etappe An Post Rás

2013
- Gesamtwertung An Post Rás

2014
- eine Etappe An Post Rás

2015
- eine Etappe Bałtyk-Karkonosze Tour
- Polnischer Meister – Einzelzeitfahren
- eine Etappe Polen-Rundfahrt

2016
- Sprintwertung Dubai Tour
- Mannschaftszeitfahren Ronde van Midden-Nederland

2017
- Mannschaftszeitfahren Settimana Internazionale Coppi e Bartali
- Polnische Meisterschaft – Einzelzeitfahren

### Paracycling (Straße)
2021
- Europameisterschaft – Straßenrennen

2022
- Europameisterschaft – Einzelzeitfahren